# Jurij Falin
Jurij Pavlovič Falin (in russo Юрий Павлович Фалин?; Mosca, 2 aprile 1937 – Mosca, 3 novembre 2003) è stato un calciatore sovietico, di ruolo centrocampista.